# Juan de San Pablo
Juan de San Pablo (Alfaro, [año desconocido] - Madrid, 28 de marzo de 1720), de nombre secular Juan de Ramírez y Estenoz, fue un prelado católico, religioso trinitario descalzo, filósofo, teólogo y ministro general de la descalcez trinitaria.